# バーリーコーン
バーリーコーン（英語: barleycorn）は、アングロ・サクソン時代の長さの単位である。バーレイコーン、バーレーコーンとも表記される。名前の上ではオオムギの穀物の長さであるが、実際の長さは特定の金属の棒、典型的にはヤード棒との関連で決定され、1ヤードの1/108、1フィートの1/36、1インチの1/3にあたる。バーリーコーンはインチを定義するために名目上使用される基本単位であった。多くの中世の法律では、イングランドでもウェールズでも1インチを3バーリーコーン（オオムギの穀物3粒）の長さと定義していた。10世紀のハウェル・ザーでも、1324年にエドワード2世によって制定されたインチの定義でも同様である。質量におけるグレーンとの関係に注意。
この古代の尺度は、現在でもイギリスとアイルランドで靴の寸法の基礎になっている。靴の寸法の番号が1だけ上がると、1バーリーコーン（約8.47mm）だけ大きくなる。